# Amphisbaena cunhai
Amphisbaena cunhai este o specie de reptile din genul Amphisbaena, familia Amphisbaenidae, ordinul Squamata, descrisă de Marinus S. Hoogmoed și Avila-pires 1991. Conform Catalogue of Life specia Amphisbaena cunhai nu are subspecii cunoscute.